# John Dupraz
Pour les articles homonymes, voir Dupraz.
John Dupraz, né le 8 juillet 1945 à Genève, est un homme politique suisse membre du Parti radical-démocratique.

## Biographie
Agriculteur et viticulteur de profession, il siège à l'exécutif communal de Soral de juin 1971 à mai 1991 et comme député radical au Grand Conseil genevois d'octobre 1973 à octobre 1989 puis dès octobre 1993.
Il devient conseiller national le 4 décembre 1995 et siège par ailleurs aux commissions de l'environnement, de l'aménagement du territoire et de l'énergie (1995-2003), des constructions publiques (1995-1999) et de la politique extérieure (depuis 2003). Il a été membre de l'Assemblée parlementaire du Conseil de l'Europe de 2004 à début 2008.
Présenté en 2007 par la droite genevoise au Conseil des États aux côtés de Martine Brunschwig Graf, il finit par céder sa place au démocrate-chrétien Jean-Pierre Jobin, non élu, au terme d'une lutte de plusieurs semaines,.
En 2011, il est lauréat du Prix Agro-Star Suisse 2011.